# 沖田総平
沖田 総平（おきた そうへい、1975年1月25日 - ）は、山口朝日放送（yab）のアナウンサー。元高知さんさんテレビ（KSS）のアナウンサー。

## 来歴
智辯和歌山高等学校を経て同志社大学卒業後、1997年に開局を控えた高知さんさんテレビに入社（同期に藤田ゆみ子、辻史子、小澤良太）。スポーツや報道番組に多く携わり、2011年頃には報道デスクを兼務していたことを明かしている。
2015年6月に高知さんさんテレビを退職し、翌月山口朝日放送に移籍。山口でも報道番組を中心に携わっている。

## 担当番組
- Jチャンやまぐち - メインキャスター）
- きらり夏 全国高校野球選手権 山口大会 - 実況担当

### 高知さんさんテレビ時代の担当番組
- SUNSUNスーパーニュース（月曜 - 金曜）[1]
- スポーツ中継
- FNNスピーク（2010年7月19日 - 23日）- 奥寺健の代理